# Epidendrum spasmosum
Epidendrum spasmosum är en orkidéart som beskrevs av Eric Hágsater och Dodson. Epidendrum spasmosum ingår i släktet Epidendrum och familjen orkidéer. Inga underarter finns listade i Catalogue of Life.